# Ben Lui
Ben Lui (schottisch-gälisch: Beinn Laoigh) ist ein 1.130 m (3.707 ft) hoher Berg in den südlichen Highlands von Schottland. Fünf Grate treffen sich an seinem Gipfel. Zwischen diesen Graten liegen vier Bergkessel, unter ihnen der Coire Gaothaich im Nordosten des Berges.

## Geografie
Ben Lui ist der höchste und bekannteste der vier Munros südlich des Glen Lochy. Die anderen Munros der Berggruppe sind der Beinn a’ Chleibh, der Ben Oss und der Beinn Dubhchraig. Das Gebiet der Berggruppe steht als National Nature Reserve unter Naturschutz. Die Klippen und Felsausbisse sind besonders feucht, und der Boden ist weniger sauer als in der Umgebung. Deshalb kann sich eine üppige Vegetation entfalten. Besonders Moose, Flechten und Steinbrechgewächsen fallen ins Auge.
Ein Teich am Abhang des Ben Lui wurde als Quelle des Tay, des längsten Flusses Schottlands, identifiziert.

## Zugänge
Der kürzeste und einfachste Aufstieg führt von Norden, vom Glen Lochy her. Er beginnt an der Mündung des Bachs Eas Daimh in den River Lochy. Ein Pfad von insgesamt drei Kilometern Länge führt durch den Wald hinauf und über den Nordwestgrat weiter zum Gipfel. Eine andere Möglichkeit ist der Pfad vom Beinn a’ Chleibh her, der zwei Kilometer in südwestlicher Richtung liegt.
Der Zugang vom Osten her erschließt Wanderern das bekannteste Naturwunder am Berg, den runden Bergkessel Coire Gaothaich. Man kann die Wanderung entweder bei der Lower Railway Station in Tyndrum beginnen oder beim Feld von Dalrigh im Strath Fillan, dem breiten Tal des River Fillan. Beide Pfade treffen sich und folgen dem Glen Cononish bis zum Fuß des Berges. Ab dort verläuft der Pfad auf dem Nordgrat, Stob Garbh, zum Gipfel. Die Entfernung beträgt etwa 9 km. Diese Route ist im Winter heikel, oft bis in den April hinein, weil sie im oberen Teil extrem zu vereisen pflegt. Auch die Orientierung zwischen den Felsen oberhalb von Coire Gaothaich ist bei schlechter Sicht sehr schwierig.
Von Süden her, von Loch Lomond, erreicht man Ben Lui, indem man rund zehn Kilometer aufwärts dem Verlauf des Glen Fyne folgt. Eine südliche Route ermöglicht, Ben Oss und sogar Beinn Dubhcraig in einem Zuge mit zu erwandern. Konditionsstarke Wanderer schaffen alle vier Munros der Gruppe an einem Tag, wenn sich An- und Abreise im Tal arrangieren lässt.